# 渋谷区立千駄谷小学校
渋谷区立千駄谷小学校（しぶやくりつ せんだがや しょうがっこう）は、東京都渋谷区千駄ヶ谷二丁目にある公立小学校。渋谷区地域において、2番目の創立になる歴史ある小学校である。

## 概要
学校は西方に明治神宮、東京都立代々木公園、東方近隣に明治神宮外苑、さらに足を延ばせば東宮御所、赤坂御用地があり、都内でありながら緑の多い地域に囲まれた地にある。明治通り下を走る地下鉄東京メトロ副都心線の北参道駅が北側にあり、徒歩で約5分の距離にある。敷地校舎は西は明治通りに面し、南と北側は公道に面する。
千駄谷小学校の歴史は、昭和初期に再編された渋谷区内では旧渋谷小学校に次ぐ2番目の創立になる古い学校である。明治初期の学制に基づく小学教則により、当時本地域に居住していた華族の永井直諒、水野忠愛、堀田正頌の3子爵の発起により、本地区の有志がこれに協力した。さらに附近の私塾であった森標昌の森学校と小菅用八の経営する小菅学校の両私塾がその児童と共に合体して、1876年（明治9年）6月28日に南豊島郡千駄ヶ谷村二丁目384番地に千駄ヶ谷小学校は創設された。
この位置は内務省地理局明治21年出版の『東京実測全図』によれば、千駄ヶ谷八幡社の向かい側、現在の千駄ヶ谷二丁目37番地の角にあった。

## 沿革
- 1872年（明治5年）8月 - フランスの教育方法を基にして作られた教育令の公布があった。
- 1885年（明治8年）12月 - 官制改革により学校令と義務教育が始まった。
- 1876年（明治9年）6月28日 - 千駄ヶ谷学校として設立された。教育令公布以前に設立されたのは、渋谷、千駄ヶ谷、臨川の3小学校だった[2][3]。

### 建て替え計画
渋谷区は2022年（令和4年）、教育目標や長寿命化計画を踏まえ、「未来の学校のコンセプト」と「新しい学校施設整備に当たっての考え方」の概要をまとめ、「渋谷区新しい学校づくり整備方針（2023年3月）、渋谷区立小学校と中学校の建て替えロードマップ」を発表した。
- 工事期間（解体1年、建築2年） - 2028年度（令和10年）〜 2030年度（令和12年）、千駄谷小学校は、原宿外苑中学校新校舎で小中一貫校となる予定。

### 歴代校長とその時代
- 初代 劉朝 - 教員3名をもって発足したのであるが児童数は不明である。しかしこれに合体した小菅学校の児童は『千駄ヶ谷町勢一覧』に60余名を算したとあるから、少なくとも渋谷小学校と大差ない規模であったと思われるが、その詳細は明らかでない。本校の特色としてあげ得るものは裁縫科の併設があってこれが好評を博し、1878年（明治11年）にはこのために校舎の増築を行っている。
- 第二代 安木健吉
- 第三代 小菅用八 - 本校開設以前から本地域の庶民への教育を行ってきた功労者であるが、現在の渋谷区域において私塾の経営者が公立学校の校長となった例は、彼の他には絶無である点から考えても、彼は余程の努力家であったと思われる。あえて彼の名をあげたのは、彼の在任中が千駄ヶ谷学校の最も多難な時代であったため。暴風雨による校舎の倒壊、仮校舎と仮分校の設置、仮校舎の燃出、仮分校の増築、新校舎の建設移転等僅か3年半の間の変遷は、まことに目まぐるしいものがあり、地元の協力と合わせて学校経営上の才覚がなければ、この状況を切り抜けることは困難であったといわなければならない[1]。

## 教育方針
教育目標
「礼儀正しく思いやりのある人間」「社会に貢献しようとする人間」「個性と創造力豊な人間」
小学校の児童数と教員数
| 年度     | 児童総数 | 1年生 | 2年生 | 3年生 | 4年生 | 5年生 | 6年生 | 教員数 | 職員数 |
| -------- | -------- | ----- | ----- | ----- | ----- | ----- | ----- | ------ | ------ |
| 平成23年 | 350人    | 61人  | 60人  | 49人  | 65人  | 49人  | 65人  | 19人   | 8人    |
| 平成24年 | 336人    | 66人  | 56人  | 59人  | 48人  | 63人  | 44人  | 20人   | 6人    |
| 平成25年 | 347人    | 50人  | 64人  | 58人  | 62人  | 46人  | 67人  | 18人   | 5人    |
| 平成26年 | 344人    | 59人  | 54人  | 63人  | 61人  | 63人  | 44人  | 20人   | 5人    |
| 平成27年 | 352人    | 46人  | 59人  | 52人  | 63人  | 67人  | 65人  | 18人   | 5人    |
| 平成28年 | 351人    | 60人  | 48人  | 59人  | 56人  | 61人  | 67人  | 19人   | 5人    |
| 平成29年 | 325人    | 42人  | 61人  | 45人  | 61人  | 55人  | 61人  | 19人   | 5人    |
| 平成30年 | 328人    | 65人  | 41人  | 61人  | 44人  | 62人  | 55人  | 20人   | 5人    |
| 令和元年 | 338人    | 48人  | 68人  | 46人  | 65人  | 47人  | 64人  | 21人   | 4人    |
| 令和2年  | 332人    | 59人  | 50人  | 65人  | 43人  | 68人  | 47人  | 23人   | 4人    |
| 令和3年  | 343人    | 63人  | 54人  | 52人  | 67人  | 42人  | 65人  | 20人   | 2人    |
| 令和4年  | 332人    | 58人  | 61人  | 54人  | 51人  | 66人  | 42人  | 21人   | 2人    |
| 令和5年  | 331人    | 51人  | 57人  | 57人  | 53人  | 48人  | 65人  | 21人   | 2人    |

## 学校行事
放課後クラブ
放課後クラブは、保護者の就労状況にかかわらず、全ての児童を対象とし、学校や地域との連携により、児童一人一人を健やかに育てていくための事業です。校庭、体育館、図書館、特別教室など、学校施設を活用して活動します。
校外学習
渋谷区立小中学校の児童・生徒たちが、校外学習を行う宿泊施設があり、学校が使用しない期間は社会教育団体に開放しています。利用資格は区内在住、在勤者を主とする社会教育団体。
- 山中高原学園 - 〒401-0501 山梨県南都留郡山中湖村山中263
- 冨山臨海学園 - 〒299-2216 千葉県南房総市久枝784

## 通学区域
子供が通学する学校は住所により指定されている。2004年（平成16年）からは、現行の通学区域を維持したうえで区域外の学校を希望することができる学校選択希望制を導入している。その狙いは、特色のある学校づくりや地域に開かれた学校づくりを推進し、区民から選ばれる学校づくり等を図ることにある。
住所別通学区域
| 千駄ヶ谷一丁目 | 千駄ヶ谷二丁目 | 千駄ヶ谷三丁目 | 神宮前一丁目      | 神宮前二丁目       | 神宮前三丁目 | 代々木神園町 |
| -------------- | -------------- | -------------- | ----------------- | ------------------ | ------------ | ------------ |
| 1番、11番 12番 | 全域           | 全域           | 1 - 6番 21 - 24番 | 9 - 16番 18 - 35番 | 18 - 28番    | 1番          |

また、通学の距離等を考慮し、保護者の申請により指定校の変更ができる調整区域を設けている。
調整区域
| 希望校       | 指定校       | 町丁名       | 番        |
| ------------ | ------------ | ------------ | --------- |
| 神宮前小学校 | 千駄谷小学校 | 神宮前三丁目 | 18 - 28番 |

## 進学先中学校
中学校の学校別通学区域は、住所により指定されている。
渋谷区立原宿外苑中学校
| 千駄ヶ谷一丁目 - 六丁目 | 神宮前一丁目 - 四丁目 | 神宮前五丁目 | 神宮前六丁目       | 代々木一丁目      | 代々木二丁目 | 代々木三丁目 | 代々木神園町 |
| ----------------------- | --------------------- | ------------ | ------------------ | ----------------- | ------------ | ------------ | ------------ |
| 全域                    | 全域                  | 1 - 33番     | 1 - 17番 24 - 35番 | 1 - 4番 12 - 61番 | 全域         | 18 - 20番    | 1番          |

## 幼稚園
千駄谷小学校には、渋谷区立千駄谷幼稚園が併設されている。

## 交通
鉄道
- 東京メトロ副都心線 - 北参道駅から徒歩約5分。
- JR線 - 山手線原宿駅から徒歩約10分、中央・総武線（各駅停車）千駄ケ谷駅から徒歩約15分。

路線バス
- 都営バス - 池86系統、千駄ヶ谷小学校前駅（渋谷駅東口、池袋駅東口行）、渋88系統、千駄ヶ谷小学校前駅（渋谷駅西口、新宿車庫前行）。

## 関係者
出身者
- 遠山啓（数学者、数学教育者）
- 柏原兵三（作家、芥川賞作家）
- 五味彬（写真家）
- 滝本淳助（写真家）
- 長塚圭史（俳優、演出家）
- 山本未來（女優、タレント）
- 船本恵太（パフォーマー、タレント）
- 山口恵梨子（女流棋士）